# داملالی (توفان بی‌لی)
داملالی (به ترکی استانبولی: Damlalı) یک منطقهٔ مسکونی در ترکیه است که در توفانبیلی واقع شده‌است.